# Звезда (знак различия)
Звезда (в русском языке также часто упоминается в уменьшительно-ласкательной форме «звёздочка») — элемент знаков различия военнослужащих различных вооружённых сил государств, воинских званий или чинов в армии, авиации, на флоте и полиции (милиции) ряда государств.
Также применяется на форменной одежде работников организаций, где существует чёткая иерархия. Наиболее распространёнными в мире являются четырёх-, пяти-, шестиконечные звёзды. В армии Грузии на погонах используются семиконечные звёзды. Обычно располагаются на погонах или петлицах, реже — на рукавах или головных уборах. Обычно старшим чином или званием обладает тот, у кого больше звёзд. Но в ряде стран имеются свои особенности: учитывается цвет, размер и расположение звёзд или их отсутствие.

## Россия и СССР

### История знаков различия в русской и Советской армиях
Впервые кованые металлические пятиконечные звёзды появились на эполетах офицеров Русской императорской армии в 1827 году. В 1854 году погоны получили функцию определителя офицерских и генеральских чинов. Размер звёзд у всех офицеров и генералов был одинаковым. На погонах звёздочки были шитыми, в отличие от эполетных.
20 октября 1914 года для Действующей армии были введены полевые погоны, звёздочки на которых были металлическими оксидированными.
После Октябрьской революции 1917 года звёзды на погонах сохранились только в вооружённых формированиях Белого движения. В 1919 году звезда появилась на левом рукаве командиров РККА в качестве знака принадлежности. Так она просуществовала до 1924 года. В 1935 году звёзды появились на петлицах и нарукавных нашивках командармов 1 ранга (или аналогичных им воинских званий) и маршалов в качестве элемента знака различия воинского звания. Дополнительными знаками различия для высшего военно-политического состава являлись красные суконные звёзды диаметром 55 мм, нашиваемые на оба рукава. Указом Президиума Верховного Совета СССР от 7 мая 1940 года в РККА ввели генеральские звания. С их введением на петлицах генералов появились звёзды для обозначения звания. Дополнительно нашивали звёзду на рукавах. Нарукавная звезда не играет никакой роли для обозначения звания. Командный и начальствующий состав ВМФ до 1943 года в качестве знаков различия имел нарукавные нашивки в виде галунов различной ширины и количества, над данными нашивками имелась шитая звезда золотистого (для командного состава) или серебристого (для начальствующего состава) цвета, а у адмиралов — контурная звезда с изображением «Серпа и Молота» из нитей золотистого или серебристого (для высшего инженерного состава) цветов. Военно-политический состав до 1942 года носил на рукавах звёзды красного цвета.
6 января 1943 года в армию, а затем 15 января 1943 года на флот были возвращены погоны в качестве знаков различия и вместе с ними звёзды для всего офицерского состава (в том числе и генеральского). Для офицеров флота сохранились нарукавные нашивки со звёздами. Система различий воинских званий 1943 года с незначительными изменениями сохранилась в РФ до настоящего времени. Звёзды, введённые для ношения на погонах в 1943 году, были плоскими, с насечкой, позднее появились выпуклые ребристые звёзды с рифлением. Диаметр плоских звёзд — 20 мм, звёздочек — 13 мм, для юристов, медиков и интендантов были предусмотрены звёзды диаметром 18 мм. Выпуклые звёзды имели диаметры 20 и 13 мм. Изготавливали звёзды из латуни, а затем из алюминия (золотистое покрытие наносилось путём анодирования). Цвет звёзд был золотистым (для медиков, юристов и интендантов) или серебристым (для всех остальных), в 1980-х годах все звёзды и звёздочки стали делать золотистого цвета. Полевые звёзды были стальными и окрашивались в тёмно-зелёный цвет. Крепление звёздочек было либо винтовое, либо на разжимных лапках.

### В Вооружённых силах Российской Федерации
В настоящее время в России звёзды как элемент знаков различия чинов и званий используются практически во всех министерствах и ведомствах, а также ряда организаций, в которых предусмотрено ношение форменной одежды с погонами (например, Московский метрополитен).

В Вооружённых силах России и правоохранительных органах для прапорщиков и офицеров для обозначения воинских званий используется система на основе «звёздочек», схожая с системой 1943 года. Аналогичная система применяется для обозначения классных чинов работников Прокуратуры России. Используются звёздочки золотистого цвета, в армии так же используются звёздочки зелёного, защитного цвета.

Металлические звёзды в настоящее время имеют гладкие грани. В 2017 году в армии появились звёздочки выпуклые, ребристые, с рифлением.
В зависимости от старшинства звания или чина звёзды отличаются по размеру и материалу изготовления:
- металлические, диаметром 13 мм — для прапорщиков, мичманов и младших офицеров или аналогичных им чинов и званий;
- металлические, диаметром 20 мм — для старших офицеров и советников юстиции;
- вышивные, диаметром 22 мм — для генералов и адмиралов;
- вышивные, диаметром 25 мм — для государственных советников юстиции;
- вышивные, диаметром 30 мм — для действительного государственного советника юстиции (классный чин, присваиваемый Генеральному прокурору России);
- вышивные, диаметром 40 мм — для маршалов Российской Федерации.

В повседневной жизни у младших и старших офицеров встречаются полиамидные, вышивные или нанесённые иным способом звёзды.

## Австрия
Шестиконечные звёзды используются для обозначения всех званий, кроме рядового (Wehrmann) вместе с другими элементами. Звания обозначаются на петлицах или на фальшь-погонах полевой униформы.

## Германия
В немецкой армии используются четырёхлучевые звёзды.
В немецкой полиции используются шестилучевые звёзды. Для обозначения звания важным является количество и цвет звёзд.

## Соединённые Штаты Америки
Пятиконечные звёзды используются преимущественно для обозначения генеральских званий и ряда сержантских званий (вместе с нарукавными шевронами).
Звёзды могут располагаться на погонах, петлицах, головных уборах, нагрудных нашивках. У сержантов — на нарукавных нашивках.

## Франция
Звёзды в качестве знаков различия установлены только для генералов. Для знаков различия маршала предусмотрено 7 звёзд. В настоящее время данное звание не используется.

## Грузия
Для знаков различия офицеров используются семиконечные звёзды.

## Молдавия
Для знаков различия офицеров используются восьмиконечные алюминиевые анодированные звёзды с насечкой.

## Узбекистан
Для знаков различия офицеров используются восьмиконечные звёзды.

## Галерея — звёзды в ВС разных стран
- Знак различия, эмблема РВС РСФСР, 1918 год, на головной убор военнослужащих.
- Знак различия, эмблема ВС СССР, на головной убор военнослужащих.
- Знаки различия на петлице командарма 1-го ранга.
- Знаки различия на погон капитана ВС России.
- Знаки различия на погон подполковника ВС России.
- Знаки различия на погон маршала ВС России.
- Знаки различия на погон капитана армии Австрии
- Знаки различия генерала армии, ВВС, Франция.
- Знаки различия на погон генерала армии (Армия США).
- Знаки различия на погон стратега (Стратег - название одного из воинских званий в армии Греции).
- Должностной флаг генерал-лейтенанта армии ВС США.
- Генерал-майор армии ВС США Трой Миддлтон, звёзды — знаки различия на шлеме, 1944 год.